# Khaled Azaïez
Khaled Azaïez, né le 30 octobre 1976, est un footballeur tunisien évoluant au poste de gardien.
Il occupe également le poste d'entraîneur des gardiens de l'équipe de Tunisie.

## Clubs
- 1999-juillet 2006 : Club africain (Tunisie)
- juillet 2006-juillet 2007 : Avenir sportif de La Marsa (Tunisie)
- juillet 2007-juillet 2008 : Stade gabésien (Tunisie)

## Palmarès
- Vainqueur de la coupe d'Afrique des nations en 2004 ( Tunisie)
- Vainqueur de la coupe de Tunisie en 2000